# Tribunal d’appel des Nations unies
Le Tribunal d’appel des Nations unies est une instance d'appel de l'Organisation des Nations unies mis en place depuis le 1er juillet 2009, à la suite de la refonte du système juridique interne de l'ONU, qui s'est réunie pour sa première session en 2010. Tout comme le Tribunal du contentieux administratif des Nations unies, qui est un tribunal de première instance, les deux organes sont indépendants et coordonnés par le Bureau de l’administration de la justice de l'ONU.

## Organisation
Implanté à New York, le Tribunal d'appel peut aussi siéger à Genève et à Nairobi. Il est composé de sept juges nommés par l'Assemblée générale des Nations unies pour un mandat de sept ans non renouvelable. Ces derniers sont de nationalité différente (leur nomination devant satisfaire au principe de répartition géographique et à une certaine parité) et doivent « justifier d’au moins 15 ans d’expérience judiciaire en droit administratif » et de la « plus haute considération morale ». Les membres du Tribunal, qui élisent parmi eux un président et deux vice-présidents, ne peuvent être révoqués que par l'Assemblée générale en cas de faute ou d'incapacité. De plus, les anciens juges du Tribunal du contentieux administratif ne peuvent pas siéger au Tribunal d’appel.

## Compétence
Le tribunal est « saisi des appels formés contre les jugements du Tribunal du contentieux administratif », et « connaît également des appels formés contre les décisions rendues par le Comité permanent, au nom du Comité mixte de la Caisse commune des pensions du personnel des Nations unies, par les organismes et entités qui reconnaissent sa compétence ». Afin de faire appel, il faut pouvoir démontrer que le Tribunal du contentieux administratif a « outrepassé sa compétence »; « n’a pas exercé la compétence dont il est investi »; « a commis une erreur sur un point de droit »; « a commis, dans la procédure, une erreur propre à influencer le jugement »; ou « a commis, sur un point de fait, une erreur ayant entraîné un jugement manifestement déraisonnable ». Statuant en dernier ressort, les parties ne peuvent pas faire appel du jugement du Tribunal d’appel qui est définitif.

## Composition en 2021
Le 30 octobre 2020, l'Assemblée générale désigne les sept juges :
| Nom                                        | État             | Mandat | Président | Statut                   |
| ------------------------------------------ | ---------------- | ------ | --------- | ------------------------ |
| Martha Halfeld Furtado de Mendonça Schmidt | Brésil           | ?      | 2020 -    | Présidente               |
| Graeme Colgan                              | Nouvelle-Zélande |        | 2020-     | Premier Vice-Président   |
| Kanwaldeep Sandhu                          | Canada           |        | 2020-     | Deuxième Vice-Présidente |
| John Raymond Murphy                        | Afrique du Sud   |        | 2020-     | Juge                     |
| Dimitrios Raikos                           | Grèce            | 2020-  |           | Juge                     |
| Sabine Knierim                             | Allemagne        | 2020 - |           | Juge                     |
| Jean-François Neven                        | Belgique         | 2020 - |           | Juge                     |